# Brother Ali
Ali Douglas Newman (n. Jason Douglas Newman, n. 30 iulie 1977, Madison, Wisconsin, SUA), mai cunoscut după numele său de scena Brother Ali, este un rapper, activist comunitar american, membru al grupului de hip hop Rhymesayers Entertainment. A lansat șapte albume, patru EP-uri, o serie de single-uri și colaborări.